# Skandiaorgeln

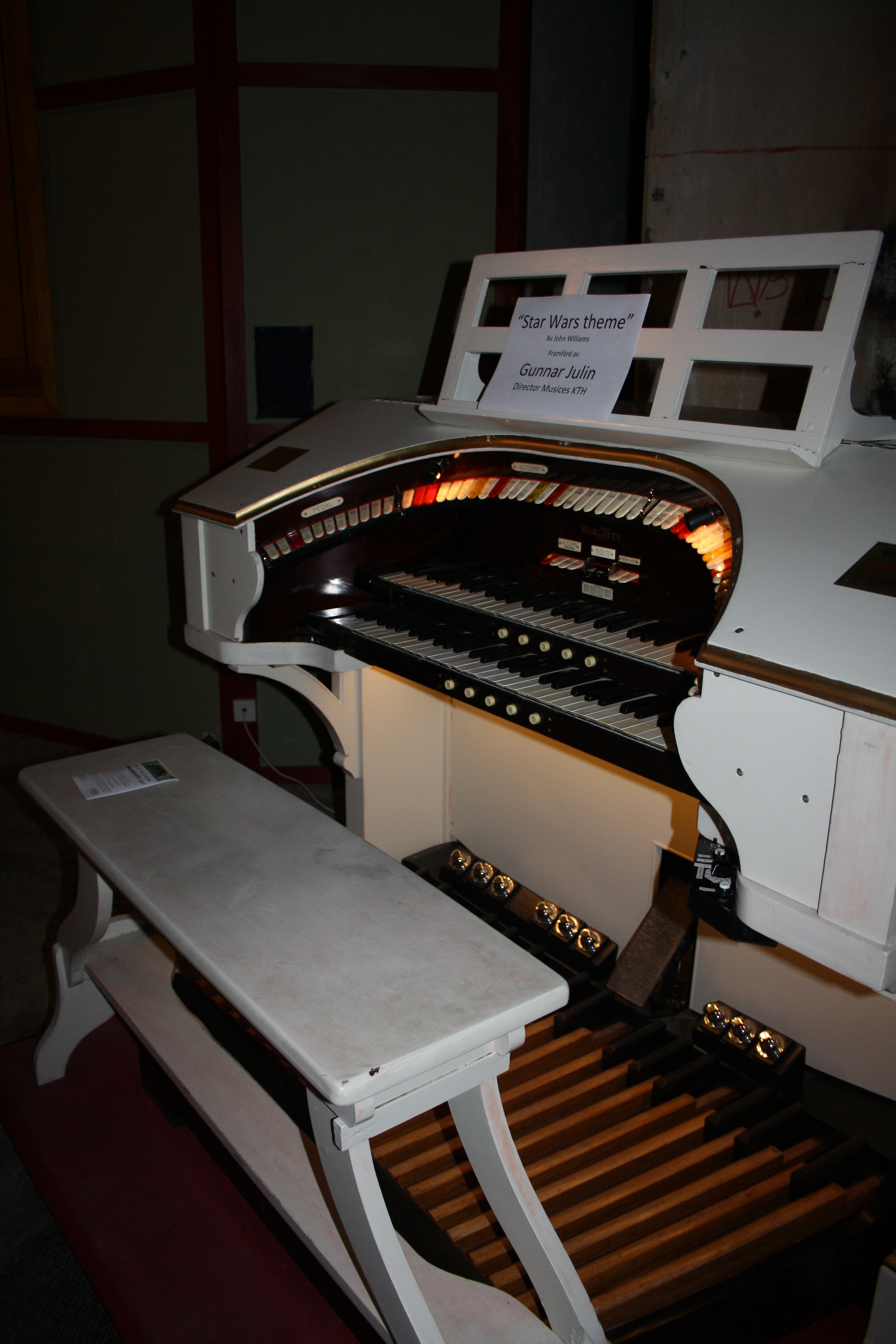
Skandiaorgeln, 2011

Skandiaorgeln är en Wurlitzer Unit Orchestra, även kallad biograforgel, från 1926 som ursprungligen installerades på Skandiabiografen i Stockholm, där den användes till en bit in på 1950-talet. Under några år på 1960-talet fanns den i Blå Hallen i Stockholms Stadshus som ersättare under en renovering av stadshusorgeln, varefter den kom att lagras i delar på stadshusets vind. År 2005 bildade ett antal entusiaster Föreningen Skandiaorgeln med mål att göra orgeln spelbar och publikt tillgänglig igen. Sedan 2015 är den återinvigd i Reaktorhallen på Kungliga Tekniska högskolan, som idag används som experimentell scen.